# Amitabha

En staty av Amitabha buddha vid Kōtoku-in, Kamakura, Japan

Amitābha (japanska: Amida, kinesiska: Amituo) är en mahayanabuddhistisk buddha som sägs leva i ett rent  buddhafält kallat Sukhavati. Han är inom mahayana en av de allra populäraste buddhorna. Amitabha kallas också för Amitayus, ett namn som ofta är synonymt med Amitabha. Amitabha betyder "omätbart ljus" och Amitayus betyder "omätbart liv". Enligt Seishi Karashima var Amitabha den ursprungliga benämningen på denna buddha, och benämningen "Amitayus" växte senare fram som ett annat namn till samma buddha av enbart språkliga skäl. I tantrisk buddhism betraktas dock Amitabha och Amitayus som separata former av samma buddha, och där är Amitabha en av de fem dhyanibuddhorna.
Recitation av frasen "Vördnad till Amitabha buddha" (japanska: Namu Amida Butsu, kinesiska: Namo Amituo fo, koreanska: namo Amit'a pul) är en central del av östasiatisk buddhism. Detta är också vanligt inom tibetansk buddhism, dock inte lika vanligt som i Östasien.
Amitabha har enligt Georgios Halkias varit den mest älskade buddhan genom hela mahayanas historia.  De tibetanska buddhistiska inriktningarna kagyu och nyingma betraktar Amitabha, Padmasambhava och Avalokiteshvara som emanationer av en och samma buddha.

## Historien om Amitabha
Enligt historien som berättas om Amitabha i Sukhāvatīvyūhaḥ-sūtra var Amitabha ursprungligen en kung som vid vägledning av buddhan Lokesvararaja avsade sin tron och blev en munk vid namn Dharmakara. I och med att han inför denna buddha uttryckte sin önskan att bli en buddha, blev han dessutom en bodhisattva. Dharmakara gjorde 48 löften, och hade som avsikt att skapa ett buddhafält. Enligt hans elfte löfte ska alla som återföds i hans buddhafält vara garanterade upplysning, och enligt hans 18:e löfte ska alla som "ärligt och glädjerikt förlitar sig" till Amitabha, "önskar att bli födda" i Amitabhas värld, och tänker på Amitabha så få som tio gånger bli återfödda i hans buddhafält. I det 19:e och 20:e löftet beskrivs även andra sätt för utövare att återfödas i Amitabhas buddhafält, bland annat genom att utföra goda gärningar och överföra den goda karman från detta till Amitabhas buddhafält Sukhavati.

## Historik
Tidigaste referensen till Amitabha bland de arkeologiska fynden är från Kushan, år 104 eller 171 e.Kr. På en piedestal nämns Amitabha på en inristning: "[...] Nagaraksita, Herren Amitahba Buddhas bild sattes upp för dyrkandet av alla buddhor [...]". Bland de inristningar som hittats, nämns han dock inte efter detta förrän på 600-talet. Flera andra fynd har hittats från Gandharaområdet, men forskarna är oense gällande om Amitabha är med i dessa eller inte.
En annan benämning på Amitabha som förekommit i Tibet och Indien är Aparimitayus.

## Inom tibetansk buddhism/vajrayana
Inom tibetansk buddhism särskiljs Amitabha och Amitayus som emanationer av samma buddha - med olika ändamål, men det är oklart huruvida detta är något som uppkom i Tibet eller om det även förekom i indisk rena land-buddhism. Såväl Amitabha som Amitayus är i fokus i många sutror, stotror (hymner), mantran, dharanor och tantriska texter.
Amitayus förekommer i ett flertal avancerade tantriska ritualer vars syfte är att förlänga utövarens liv. I dessa ses han ofta tillsammans med vita Tara och buddhan Usnisavijaya. Amitayus förekommer även i ritualer för fasta eller helande.
Amitabha symboliserar inom vajrayana:
- Diskriminerande visdom, som sägs motverka rāga, ett starkt begär för sensuella upplevelser och existens (motsvarar kama- och bhava-tanha).
- Förvandling av sensuella begär till medlidande
- Eldelementet, som förstärker sensualiteten
- Ljus, som lyser upp det som döljs av mörker
- Förvandling av olika former av begär till diskriminerande visdom
- Förmågan att tala vist

Amitabha förekommer i ett stort antal tantriska rituella texter och begravningsriter. Han är dessutom en av de fem dhyanibuddhorna, och är vanlig i de tantriska teknikerna guruyoga, drömyoga och phowa. Såväl Amitabha som Amitayus har betydande roller i flera utövningsformer som avser att rena utövaren från negativ karma, söka kunskap om det okända, avsvärja onda krafter, ge offergåvor, för att dyrka, eller flera av dessa tillsammans.
Amitabha förekommer i ett flertal legender med Avalokiteshvara.

## Galleri

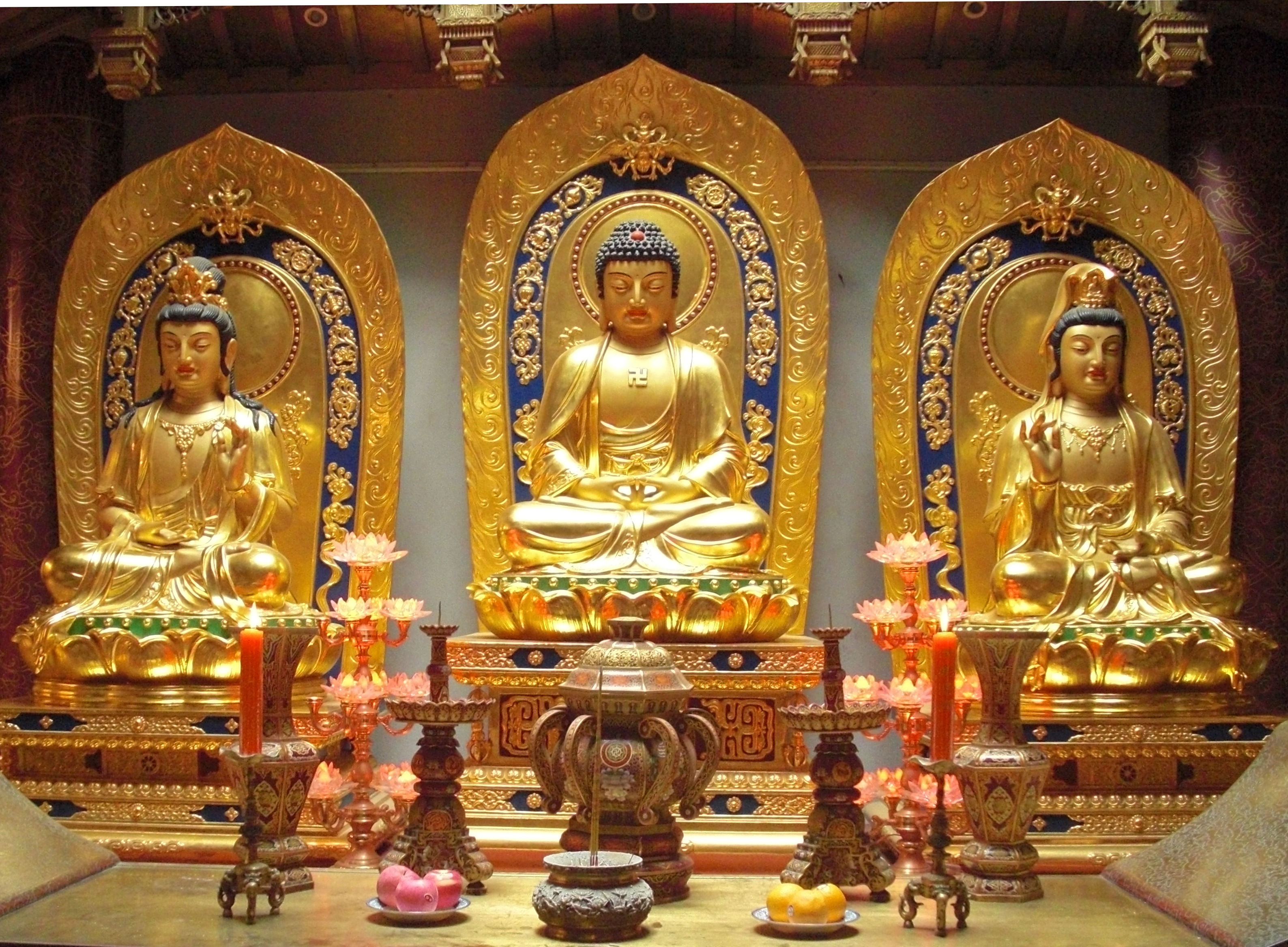
Statyer av Amitabha, Mahasthamaprapta och Avalokiteshvara. Hangzhou, Kina.
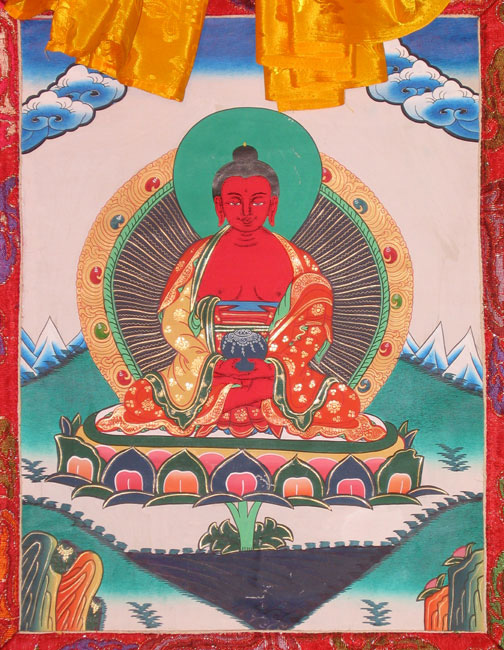
Tibetansk thangka av Amitabha.
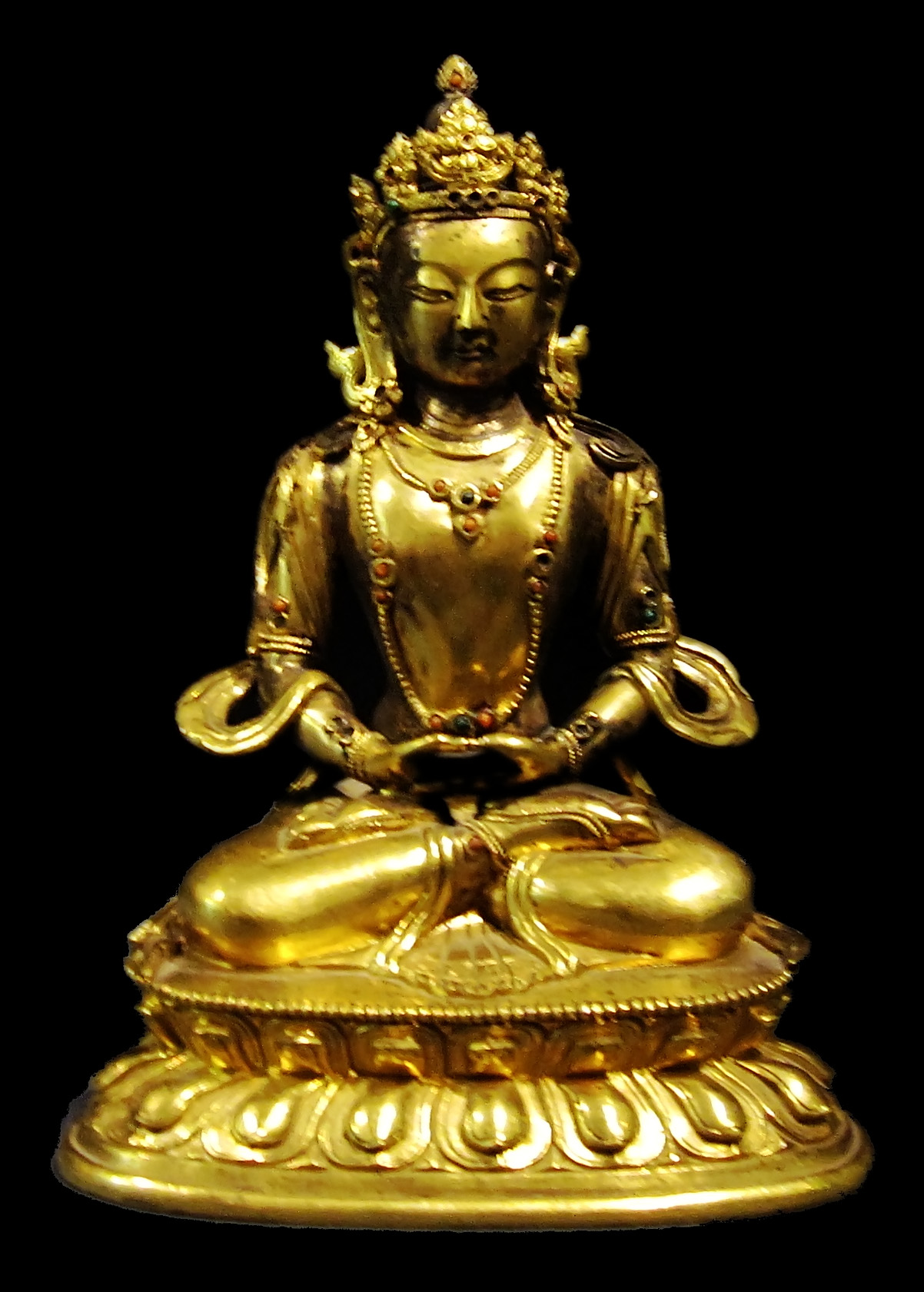
Staty av Amitabha, 1700-tal, Mongoliet.
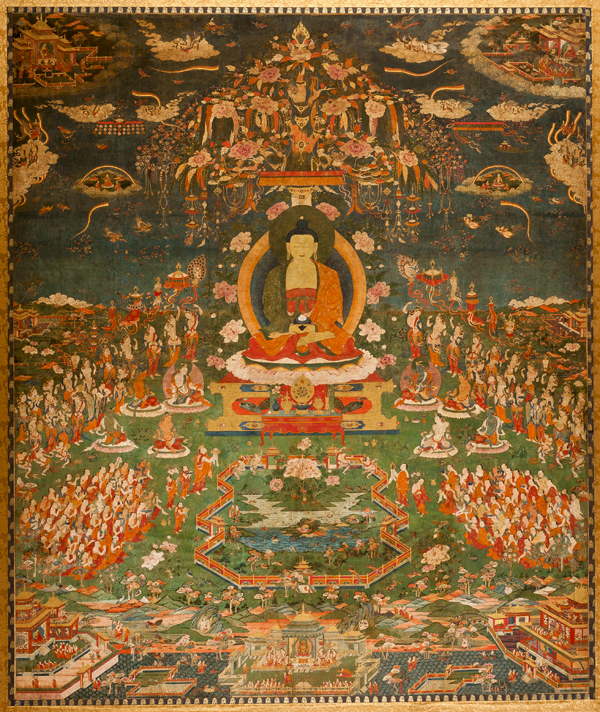
Amitabha i Sukhavati, målning från 1700-talet, Tibet.